# Échezeaux
Der Échezeaux ist eine als Grand Cru eingestufte Weinlage an der Côte d’Or im französischen Burgund. Sie liegt in der Gemeinde Flagey-Echézeaux, hat eine Fläche von 37,69 Hektar und eine eigene Appellation. Erzeugt wird ausschließlich Rotwein.

## Lage, Klima und Boden
Der Échezeaux befindet sich auf einem leicht ansteigenden Osthang in 230 bis 300 m Höhe über dem Meeresspiegel. Im Norden und Osten grenzt er an die Weinlage Musigny, nordöstlich schließen sich die Toplagen Clos de Vougeot und Grand Échezeaux an und im Süden liegt die Premier Cru Lage Les Suchots. Die südöstlich gelegenen Weinberge werden als einfache Village Weine unter dem Namen Vosne-Romanée verkauft. Die Weinlage setzt sich aus den Gemarkungen En Orveaux (9,72 Hektar, nur zum Teil), Les Treux (4,89 ha), Clos Saint-Denis (1,80 ha), Les Cruots ou Vignes Blanches (3,28 ha), Les Rouges-du-Bas (3,99 ha), Les Champs Traversins (3,28 ha), Les Poulaillières (5,21 ha), Les Loachausses (3,75 ha), Les Quartiers de Nuits (2,58 ha) und Les Échezeaux du Dessus (3,55 ha) zusammen. Sie besteht aus einer Vielzahl von Parzellen, die sich knapp 84 Besitzer teilen. Die größten Anteile besitzen die Domänen Domaine de la Romanée-Conti (4,67 ha), Mongeard-Mugneret (2,50 ha) und Emmanuel Rouget (1,43 ha).
Das Klima wird dem burgundischen Übergangsklima zugeordnet, bei dem kontinentale Einflüsse gegenüber maritimen überwiegen. Die zumeist trockenen und heißen Sommer lassen den Pinot Noir zwar ausreifen, große Jahrgänge entstehen aber nur, wenn kein Regen im Herbst die Lese beeinträchtigt. Bedingt durch die reine Ostlage ist das Mikroklima verhältnismäßig kühl, aber besonders sonnig. Genau zwischen den Einschnitten der Combe d'Orveaux und der Combe de Concoeur gelegen, ist der Échezeaux vor nächtlichen Fallwinden und Spätfrösten geschützt.
Der höher gelegene Teil des Échezeaux ruht auf einem Oolithsockel aus dem Bathonium. Der Unterboden des tieferen Teils der Lage liegt auf Comblanchien-Kalkstein. Die braune, lehmig-kalkige Bodenschicht des Échezeaux ist im oberen Teil deutlich dünner als im unteren. Daher müssen die Winzer von Zeit zu Zeit erodiertes Erdreich wieder herauftransportieren. Die zahlreichen Kalksteine speichern die Wärme des Tages und strahlen sie in der Nacht wieder an die Reben ab.

## Wein
Der Échezeaux wird in der Regel ausschließlich aus Pinot Noir erzeugt. Als weitere Rebsorten sind Pinot Liébault und Pinot Beurot zugelassen. Theoretisch dürfen bis zu 15 % weiße Trauben (Chardonnay, Pinot Gris und Pinot Blanc) verwendet werden. Der natürliche Alkoholgehalt muss mindestens 11,5 Volumenprozent betragen. Die Chaptalisation ist – wie überall in Burgund – erlaubt. Der Basisertrag beträgt jährlich 35 Hektoliter je Hektar, dieser darf maximal um 20 % überschritten werden. Von 2003 bis 2007 wurden im Mittel jährlich 1151 Hektoliter von diesem Weinberg erzeugt. Das sind 30,5 hl/ha. Damit liefert dieser Grand Cru gut 153.500 Flaschen pro Jahr.
Der Wein gilt laut Clive Coates als ein Grand Cru zweiter Klasse, dem es an Finesse und Konzentration fehle. Die große Zahl an Erzeugern hat allerdings eine Vielfalt an Stilistiken und Qualitätsniveaus zur Folge.

## Geschichte
Den Status eines Grand Cru erhielt die Lage im Jahr 1937. Hierbei wurden zum eigentlichen, nur 3,55 Hektar großen Échezeaux du Dessus noch eine Fülle von Gemarkungen geschlagen. Diese gelten als qualitativ nicht immer gleichwertig. Das Dekret über die Appellation Contrôlée erfasst gleichzeitig die benachbarte Grands Cru-Lage Grand Échezeaux.